# SHORT-ROOT (белок)
SHORT-ROOT (SHR) это белок который образуется при экспрессии гена SHORT-ROOT (SHR) необходимого для асимметричного деления клеток, ответственных за формирование апикальной меристемы корней у растений. 
В корневой меристеме мобильный фактор транскрипции SHORT-ROOT (SHR) перемещается между слоями клеток, что позволяет регулировать формирование радиального паттерна корня и дифференцировку. 
Накопились данные свидетельствующие о том, что сигнальный путь SHORT ROOT (SHR) / SCARECROW (SCR), первоначально описанный у Arabidopsis, также контролирует образование наземной ткани у разных видов цветочных растений и что модификации активности этого пути порождают многослойную кору.